# دکتر هو (فصل ۲۵)
فصل بیست و پنجم سریال علمی-تخیلی بریتانیایی دکتر هو در تاریخ ۵ اکتبر ۱۹۸۸ با قسمت یادی از دالک ها شروع و با قسمت بزرگترین نمایش در کهکشان تمام شد.